# Liparis maotiensis
Liparis maotiensis är en orkidéart som beskrevs av Johannes Jacobus Smith. Liparis maotiensis ingår i släktet gulyxnen, och familjen orkidéer. Inga underarter finns listade i Catalogue of Life.